# Gerardo Antonio Zerdín Bukovec
Gerard Anton Žerdin OFM (in Peru gebräuchliche Namensform: Gerardo Antonio Zerdín Bukovec, * 11. Juni 1950 in Lendava) ist ein slowenischer Priester und Apostolischer Vikar von San Ramón.

## Leben
Gerard Anton Žerdin besuchte die Grundschule seiner Heimatstadt, danach ein Internat der Franziskaner. Er trat dieser Ordensgemeinschaft bei und studierte Philosophie an der Philosophisch-Theologischen Hochschule der Franziskaner in Rijeka und Theologie an der Theologischen Fakultät in Zagreb. Anschließend wurde er in die Mission in das Apostolische Vikariat San Ramón in Peru entsandt, wo er mehrere indigene Sprachen lernte. Am 9. November 1975 empfing er in San Ramón die Priesterweihe. Er lebte viele Jahre unter den Shipibo in der Provinz Atalaya.
Papst Johannes Paul II. ernannte Gerardo Antonio Zerdín Bukovec am 19. Januar 2002 zum Apostolischen Koadjutorvikar von San Ramón und Titularbischof von Thucca Terebenthina. Die Bischofsweihe spendete ihm der Apostolische Vikar von San Ramón, Julio Ojeda Pascual OFM, am 14. April desselben Jahres; Mitkonsekratoren waren Rino Passigato, Apostolischer Nuntius in Peru, und Victor de la Peña Pérez OFM, Apostolischer Vikar von Requena.
Nach dem Rücktritt Julio Ojeda Pascuals OFM folgte Gerardo Antonio Zerdín Bukovec ihm am 11. März 2003 als Apostolischer Vikar von San Ramón nach.